# Biagota
Biagota född ca 901, död okänt år, var en hertiginna av Böhmen; gift med hertig Boleslav I av Böhmen (regent 935-967). 
Biagotas namn finns omnämnt på de äldsta mynten denarer i Tjeckien. Hennes ursprung är okänt, och det är heller inte bekräftat vilka av makens barn hon var mor åt.